# Британска источноиндијска компанија
Британска источноиндијска компанија (енгл. British East India Company) је била деоничко друштво, које је по краљевској повељи из 1600. добило права трговине са Индијом. Компанија се претворила од трговачког друштва у компанију, која је владала Индијом преузевши војне функције и функције владања, све до распуштања 1858. године.
Британска источноиндијска компанија је 1617. добила права трговине од могулских царева. Сто година касније добила је право да не плаћа царине у Бенгалу, чиме је добила велику предност у индијској трговини. Одлучном победом Роберта Клајва у бици код Плесија 1757, компанија постаје војна и трговачка сила. До 1760. Французи су истерани из Индије, са изузетком неколико трговачких места на обали. Победом над Тигром од Мајсора 1799. и над Маратама 1818. постају потпуни господари Индије.
Компанија је показала интерес и за места, која су лежала на трговачким путевима између Индије и Велике Британије. Успоставили су упоришта у Хонгконгу и Сингапуру.

## Оснивање
Компанију су основали трговци, који су добили 1600. краљевску повељу са ексклузивним правима трговине са Индијом на период од 15 година. Названа је источноиндијска јер се Индија сматрала Источном Индијом, а Кариби западном Индијом. У почетку компанија није могла да се такмичи са холандским трговцима зачинима. Није могла да успостави ниједно стално трговачко седиште. Сурат је постао 1608. прва трговачка прелазна тачка. Успели су да успоставе и фабрику у Бенгалском заливу. Краљ је 1609. компанији обновио повељу на неодређени период, али под условом да трговина не сме бити без добити три узастопне године.

## Упоришта у Индији
Трговци су често били у сукобима са холандским и португалским трговцима у Индијском океану. Када су Португалце победили у бици код Свалија 1612, тада су добили привилегије од могулског цара Џанагира. Енглези су сматрали да трговачки ратови могу бити опасни, па су се одлучили да испитају могућност оснивања упоришта у Индији. Британски краљ је 1615. послао дипломатску мисију код могулског цара Џанагира. Сврха мисије је била успостава трговачког уговора, којим би компанија добила ексклузивна права да створи упориште и да гради фабрике у Сурату и другде. Заузврат компанија би могулском цару обезбеђивала робу са европског тржишта. Могулски цар се сложио са трговачким уговором и компанија је добила ексклузивна права, каква друге европске компаније нису добиле.

## Ширење
Дотад је Португал имао базе у Гои и Бомбају и био је трговачки много јачи од британске компаније. После трговачког уговора са могулским царем британска источноиндијска компанија је створила упоришта у Сурату (са фабриком из 1612), Мадрасу (1639), Бомбају (1668) и Калкути (1690). До 1647. компанија је имала 23 фабрике у Индији. Могулски цар је 1634. дозволио компанији и да се шири на подручју Бенгала. Компанија се бавила највише памуком, свилом, индигом, шалитром и чајем. Компанија је ширила своју делатност малим делом и на трговину зачинима, који су били холандски монопол. Компанија је 1711. успоставила трговачко упориште у Кантону у Кини за трговину чајем у замену за кинеско сребро. Оливер Кромвел је 1657. изменио мало повељу. Статус компаније је даље ојачан ресторацијом монархије у Енглеској, па је краљ Чарлс II компанији око 1670. са серијом од 5 аката дао право да:
- издаје властити новац
- заузима територије
- командује тврђавама и војском
- ствара савезе
- проглашава рат и мир

Компанија је тиме добила готово статус државе. Компанија је била окружена трговачким супарницима, другим силама, а понекад непријатељским владарима. Због тога компанија ствара своју властиту војску око 1680, састављену углавном од локалног становништва. До 1689. компанија је постала јака као држава у Индији, Управљала је бенгалским, мадраским и бомбајским председништвима и имала је завидну војну снагу.

## Пут до комплетног монопола
Радници компаније би се враћали у Енглеску са огромним богатством. Бивши радници компаније су настојали да сами оснују компаније које би се бавиле трговином са Индијом. Енглески парламент је 1694. омогућио било којој компанији да се бави трговином са Индијом и тиме је поништио претходне одлуке о монополу Британске источноиндијске компаније. Створена је била и нова паралелна компанија као супарник. Међутим није се могла носити са Британском источноиндијском компанијом, па је утопљена у њу. Тиме је престала постојати конкуренција, а компанија је добијала ексклузивна права од парламента, али на ограничене временске периоде. Компанија је успоставила лоби у парламенту. Око 1720, 15% британског увоза је било из Индије. Компанија је постала толико моћна да је великим делом почела утицати на одлуке владе у Лондону.

## Трговина опијумом
Компанија је 1773. преузела трговину опијумом у Бенгалу. Опијум је био јако тражена роба у Кини. Бродови компаније службено нису смели да превозе опијум у Кину. Зато су опијум продавали у Калкути, под условом да се шаље у Кину. Кинези су забранили сваки увоз опијума, али опијум су кријумчарили трговци и разне агенције из Бенгала у Кину. Трговина је износила око 900 тона годишње. Кинези су због раста потрошње опијума пооштрили казне, тако да се од 1838. за кријумчарење опијума добијала смртна казна. Осим пооштравања казни за кријумчарење опијума, Кинези су послали и новог гувернера да сузбије кријумчарење. То је довело до Првог опијумског рата 1840. и британске окупације Хонгконга.

## Колонијални монопол
Британија је победила Француску у Седмогодишњем рату (1756—1763). Француске империјалне амбиције су тиме ограничене. Роберт Клајв је предводио војску компаније током сукоба са Французима у Индији. Француско присуство у Индији је после тога сукоба битно смањено и ограничено само на Пондишери и неколико малих енклава, али без војног присуства. Одлучном победом Роберта Клајва у бици код Плесија 1757, компанија постаје војна и трговачка сила. Компаније више није имала јаког супарника.

## Локални отпор
Могулско царство у Индији је било на издисају после смрти Аурангзеба. После битке код Буксара Клајв је постао гувернер Бенгала. Владари Мајсора Хајдар Али и Типу Султан познат као Тигар од Мајсора су задавали доста мука Енглезима. Током Седмогодишњег рата били су у савезници Француза. Након тога водила су се четири Англо-мајсорска рата. Убиством Тигра од Мајсора 1799, компанија је коначно победила и Мајсор и уклонила великог унутрашњег непријатеља.
Други велики локални непријатељ су биле Марате, које су након опадања моћи Могула, створили велико Марата царство. Међутим компанија је водила три рата са Маратама и коначно је победила 1818. године. Марате и тиме је сломила задњи велики отпор унутар Индије. Многи локални владари Индије су морали признати превласт компаније.

## Финансијски проблеми
Компанија се суочавала и са финансијским проблемима. Није била способна да ефикасно влада тако великим територијама. Током Бенгалске глади из 1770. умрло је 10 милиона људи или трећина становништва Бенгала. Компанија се сматра одговорном великим делом за такву катастрофу, јер је претходно настојала извући максимални профит. Административни трошкови су нарасли због пада продуктивности у Бенгалу. Осим тога у то време у целој Европи је дошло до стагнације. Британија се суочавала са побуном у Америци, а Француска је била на рубу револуције. Због тога је трговина значајно опала, па је компанија била на рубу банкрота. Молили су парламент за помоћ. Добили су већу аутономију у трговини са Америком, по такозваном Чајном закону из 1773. године. Добили су право да тргују робом из колонија, али без колонијалног пореза, који су плаћали локални трговци из Америке. Монополистичка пракса компаније изазвала је Бостонску чајанку из 1773, што је био велики догађај, који је довео до Америчког рата за независност.

## Крај
После побуне сепоја, тј. војника компаније, дошло је до Индијске побуне 1857. године. После побуне Индија је постала 1858. крунска колонија Велике Британије, па је све поседе компаније преузела Британија. Компанија је још једно време трговала чајем. Коначно је распуштена 1. јануара 1874. године.